# Mycale schmidti
Mycale schmidti är en svampdjursart som först beskrevs av Voldemar Czerniavsky 1879.  Mycale schmidti ingår i släktet Mycale och familjen Mycalidae. Inga underarter finns listade i Catalogue of Life.